# Серийные убийства в Сан-Диего
Серийные убийства в Сан-Диего — это серия убийств  девушек и женщин, которая согласно официальной версии следствия произошла в период с 23 июня 1985 года по 11 июля 1990 год на территории города Сан-Диего (штат Калифорния). Большая часть убийств была совершена в период с 23 июня 1985 года по декабрь 1988 года. В разные годы в список жертв были включены от 43 до 45 жертв. Как минимум 28 жертв являлись проститутками и были замечены в употреблении наркотических средств. Личность как минимум 4 жертв никогда не была установлена. Серия убийств вызвала моральную панику среди девушек и женщин в Сан-Диего и общественный резонанс, вследствие чего для расследования убийств была создана целевая группа, представители которой в декабре 1988 года приняли участие в общенациональном телевизионном специальном выпуске телепередачи под «Manhunt Live», во время которого обратились за помощью к общественности в деле  раскрытия преступлений. Расследование по объему проделанной работы и затраченных средств стало одним из масштабных в истории США. Во время расследования полиция Сан-Диего обратилось за помощью к департаменту полиции штата Вашингтон, который обладал необходимым опытом в расследовании серии убийств более 40 девушек и женщин, которую совершил в период с 1982 по 1984 год Гэри Риджуэй, личность которого на тот момент не была установлена и он на тот момент был известен под прозвищем «Убийца с Грин-Ривер». Официальная версия следствия о наличии серийного убийцы, как и о числе его жертв, многими подвергалась сомнению и оспаривалась, так как  в совершении убийств преступником не было продемонстрировано выраженного образа действия. Впоследствии было установлено, что в регионе действовало сразу несколько серийных убийц и  часть убийств была совершена разными преступниками.

## Хронология событий
В качестве жертв преступник выбирал молодых девушек и женщин, находящихся в возрасте от 19 до 45 лет, которые вели маргинальный образ жизни, занимались проституцией и страдали наркотической зависимостью. Большая часть из жертв являлись проститутками, которые работали на одном из бульваров Сан-Диего под названием «Эль-Кахон», которые на протяжении многих лет являлся т.н. кварталом красных фонарей.  После того как преступнику удавалось заманить жертву в свой автомобиль, он совершал на жертву нападение, в ходе которого подвергал ее изнасилованию, избивал, после чего убивал разными способами. В каждом случае после совершения убийства, он сбрасывал трупы своих жертв в разных местах города и в разных местах округа Сан-Диего, включая такие места как  Пала, Ла-Хойя, Лос-Койотс, , пляж и лесистая местность возле  межштатной автомагистрали I-8. Ряд трупов были обнаружены в мусорных контейнерах, расположенных  на бульваре Эль-Кахон или оставлены на тротуарах других улиц города. 22 жертвы  были задушены после жестокого избиения. Две были застрелены, две были убиты в результате получения ножевых ранений и еще две девушки были забиты до смерти. Пятеро из жертв серийного убийцы перед смертью приняли большую дозу наркотических средств.  По крайней мере, в двух случаях, в рот своим жертвам преступник засунул камни и гравий. Причину смерти тринадцати женщин в ходе судебно-медицинской экспертизы установить не удалось, так как их тела были обнаружены спустя несколько дней после убийств в состоянии сильной степени разложения. Руки десяти женщин из списка жертв были связаны за спиной с помощью фрагментов пенькового каната желтого цвета. Объединение убийств произошло только лишь в октябре 1987 года, до этого момента эти преступления считались совершёнными разными людьми. Семь из убитых являлись афроамериканками, семеро были женщинами латиноамериканского происхождения, одна жертва являлась девушкой азиатского  происхождения и 28 жертв являлись белыми. Ряд из жертв серийного убийцы никогда не были замечены в занятии проституцией и были заняты различным трудом. Одна из жертв убийств являлась океанографическим исследователем, а другая была начинающим писателем.
- Первой жертвой согласно официальной версии следствия стала 22-летняя Донна Мэри Джентиле. Уроженка Филадельфии, Донна Джентиле детство и юность провела в социально-неблагополучной обстановке. В конце 1970-х она покинула Филадельфию и переехала в Калифорнию, где в начале 1980-х обосновалась в Сан-Диего и стала зарабатывать на жизнь проституцией. В период с июня 1981 года по январь 1982 года Джентиле была четыре раз осуждена по обвинению в занятии проституцией. Девушка  работала на бульваре Эль-кахон и была хорошо известна сотрудникам полиции.  Ее тело было обнаружено 23 июня 1985 года  под листвой в ущелье далеко за городом Сан-Диего. В ходе осмотра ее тела, полиция обнаружила, что преступник ничего не похитил из ее личных вещей, не оставил отпечатков своих пальцев, тщательно избавился от следов протектора шин своего автомобиля на песке, но при этом по неустановленной причине разрезал на ней одежду, не повредив при этом кожу ее тела. Девушка была задушена, а ее рот был заполнен камнями и гравием. Так как следов борьбы обнаружено не было, полиция предположила, что убийцей девушки был знакомый ей человек, который разрезал ей платье после ее смерти  исключительно с целью инсценировать следы борьбы и признаки преступления, совершенного на сексуальной почве. Однако в ходе судебно-медицинской экспертизы было установлено, что перед смертью Донна Джентиле не подвергалась сексуальному насилию, благодаря чему следствие пришло к выводу, что мотив ее убийства не носил сексуального характера и лишь создавал видимость такового. Среди личных вещей жертвы был найден листок бумаги, на котором был написан номер телефона, принадлежавший женщине по имени Синтия Мэйн, которая также являлась проституткой и близкой подругой убитой[7].
- 18-летняя Тара Симпсон. Была найдена убитой 29 августа 1985 года в переулке недалеко от бульвара Эль-Кахон, где она занималась проституцией. Преступник поместил труп жертвы в мусорный контейнер, после чего поджег его с использованием горючего вещества. Тело девушки сгорело почти до неузнаваемости. Тяжесть ожогов затрудняла судебно-медицинскую экспертизу, однако в ходе нее личность Симпсон была установлена, а вскрытие выявило травматическое повреждение ее носа, которое не было вызвано огнем, а также ножевое ранение в область живота и признаки удушения. Судебно-медицинский эксперт обнаружил фермент - кислую фосфатазу во рту, влагалище и прямой кишке жертвы, после чего сделал заключение о том, что Тара Симпсон перед смертю была многократно изнасилована. В крови жертвы были обнаружены большие дозы алкоголя и наркотических веществ[8][9].

- 31-летняя Патрисия Смит. Ее обнаженное тело было найдено в номере мотеля, расположенного на бульваре Эль-Кахон 11 сентября 1985 года. Она была избита и умерла от многочисленных ножевых ранений в области груди и живота. Смит зарабатывала на жизнь проституцией и в начале 1980-х неоднократно подвергалась арестам по обвинению в хранении наркотиков и занятии проституцией[2].
- 25-летняя Марша Ширлин Фандерберк. Ее труп был найден 26 сентября 1985 года на территории округа Сан-Диего. Женщина вела маргинальный образ жизни. Она нигде не работала, не состояла в замужестве, но имела двух малолетних детей. Фандерберк проживала вместе со своим отцом на бульваре Эль-Кахон и по версии следствия зарабатывала на жизнь занятием проституцией. Ее тело было обнаружено полностью одетым. Преступник не похитил из ее личных вещей ни одного из предметов, включая деньги, но поместил в рот жертвы песок и камни[10].
- Джуна Деметрис Томас. Была убита в конце сентября или начале октября 1985 года. Ее труп был обнаружен 3 октября 1985 года на одной из улиц Сан-Диего[11].
- 27-летняя Линда Джойс Нельсон, 27 лет, тело которой было найдено 4 января 1986 года  на съезде с межштатной автомагистрали 805 на 47-й улице в городе Нэшнл-Сити[11].
- 30-летняя Линда Кей Фриби. Была обнаружена убитой на парковке возле парка в городе Сан-Диего 24 января 1985 года. Женщина получила ножевое ранение в область груди, после чего была задушена. Фриби являлась жительницей города Чула-Виста и пропала без вести 20 января. По свидетельствам сотрудников правоохранительных органов, Линда Фриби не была замечена в проституции[12].
- 24-летняя Дебора Энн Стэнфорд. Ее обнаженное тело было обнаружено 5 февраля 1986 года на одной из улиц Сан-Диего. Преступник задушил девушку и сбросил ее труп возле магазина красок позади припаркованного возле него фургона[11][13].
- 22-летняя Трина Карпентер. Была убита 11 февраля 1986 году. Девушка страдала наркотической зависимостью и много свободного времени проводила на бульваре Эль-Кахон, где зарабатывала на жизнь проституцией. Преступник совершил на Трину Карпентер нападение, в ходе которого избил ее. Подавив сопротивление девушки он изнасиловал ее, после чего задушил. Труп убитой преступник поместил в мусорный контейнер, после чего поджег. Место сброса трупа девушки располагалось на расстоянии примерно одного квартала от места расположения мусорного контейнера, где преступник сбросил тело другой жертвы[8][14].

- Девушка, личность которой установить не удалось. Ее труп в состоянии сильной степени разложения было обнаружен она территории округа Сан-Диего в конце февраля 1986 года. Проходила в уголовном деле как «Джейн Доу - 1».
- 26-летняя Синтия Линн Мэйн. Пропала без вести 21 февраля 1986 года в Сан-Диего. Судьба Синтия Мэйн осталась неизвестной, так как ни ее местонахождения, ни местонахождения ее останков в последующие десятилетия так и не было обнаружено. Тем не менее девушка официально была признан умершей и впоследствии была включена в список жертв серийного убийцы. Мэйн была дочерью Кеннета Мэйна, который работал офицером полиции Сан-Диего с 1967 по 1973 год. После ухода из полиции отец Синтии начал вести маргинальный образ жизни и был приговорен к 18 месяцам тюремного заключения и штрафу в размере 5000 долларов в 1979 году за участие в махинациях с финансовой компанией. Синтия Мэйн выросла в социально-неблагополучной обстановке. Она утверждала что ее дедушка подвергал ее сексуальным домогательствам в период с 1964 год по 1971 год. В конце 1970-х она увлеклась наркотическими средствами и в начале 1980-х стала заниматься проституцией на бульваре Эль-Кахон в Сан-Диего. Синтия Мэйн являлась близкой подругой первой жертвы из официального списка жертв серийного убийцы - Донны Джентиле, которая была убита за восемь месяцев до исчезновения Синтии. Мэйн в начале 1980-х неоднократно привлекалась к уголовной ответственности, после чего некоторое время сотрудничала с полицией города и являлась полицейским осведомителем. В сентябре 1985 года она была арестована за подделку чеков, после чего была осуждена и отбывала уголовное наказание до февраля 1986 года. В последний раз Синтия была замечена живой 21 февраля того же года, когда покинула свою квартиру и отправилась в кинотеатр. По словам матери девушки, через два дня - 23 февраля Синтия позвонила ей по телефону, после чего пропала без вести окончательно. Шесть недель спустя ее машину нашли брошенной на стоянке ресторана «El Torito» в городе Ла-Меса, (штат Калифорния). На сиденье машины были обнаружены ее сумочка, сигареты и куртка с наличными в кармане. Мать девушки заявила полиции в ходе расследования, что Синтия на момент исчезновения принимала героин и имела на руках поражения кожи от последствий внутривенных инъекций[15][16][17].
- 19-летняя Мишель Риччио. Была обнаружена мертвой 24 апреля 1986 года в апельсиновой роще недалеко от города Эскондидо. Во время осмотра ее тела, полиция обнаружила в ее вещах неочищенный метамфетамин и шприц. Судебно-медицинская экспертиза также обнаружила в ее крови метамфетамин, после чего сделала заключение, согласно которому девушка умерла от передозировки наркотиков, что впоследствии было опровергнуто и Мишель Риччио была включена в список жертв серийного убийцы, а ее причиной ее смерти было объявлено удушение. Мишель Риччио выросла в социально-благополучной обстановке, увлекалась игрой на флейте и обладала художественным талантом, но будучи в старших классах школы увлеклась наркотическими средствами и приобрела наркозависимость. Девушка бросила школу, была замечена в совершении краж, после чего дважды проходила курс лечения в наркологических клиниках, расположенных на территории штата Калифорния. В 1985 году она ушла из дома и стала вести бродяжнический образ жизни. 22 апреля, за два дня до своей смерти она позвонила домой и пожаловалась отцу на плохое самочувствие. В последний раз она была замечена живой в середине того же дня в кафе вместе с одной из своих подруг, которая впоследствии заявила, что Мишель Риччио после разговора с ней отправилась на автостраду, чтобы автостопом добраться до города Сан-Маркос, где проживали ее родители. Родители Мишель впоследствии обвинили полицию Сан-Диего в небрежном расследовании. По словам отца и матери девушки, они узнали о том, что их дочь включена в список жертв серийного убийцы только лишь в конце 1988 года, прочитав статью в газете, но ни один  сотрудник правоохранительных органов не приходил к ним домой, чтобы обсудить смерть их дочери и детали расследования[18][19].
- 34-летняя Джоанн Свитс. Была убита   9 мая 1986 года недалеко от бульвара Эль-Кахон, где она работала проституткой. После нападения на женщину, преступник избил ее и подверг содомии. Совершив убийство, преступник раздел Джоанн Свитс, завернул труп в простыню, после чего поместил его в два мусорных полиэтиленовых мешка черного цвета и поместил его в мусорный контейнер, который был расположен всего лишь на расстоянии одного квартала, где полиция обнаружила тело другой жертвы серийного убийцы - Трины Карпентер. Согласно результатам судебно-медицинской экспертизы, в теле Джоанн Свитс были обнаружены кокаин и следы семенной жидкости, которые по версии следствия принадлежали ее убийце[20].

- 28-летняя Джоделл Дженкинс. Женщина страдала наркотической зависимостью и занималась проституцией. В последний раз она была замечена живой в городе Энсинитас, где она проживала в мотеле под названием «Welcome Inn». Ее обнаженное тело было найдено 30 июня 1986 года в апельсиновой роще недалеко от города Эскондидо, недалеко от того места, где было найдено тело жертвы Мишель Риччио. Первоначально, причиной ее смерти на основании результатов судебно-медицинской экспертизы была объявлена передозировка наркотических средств, однако родители подвергли девушки подвергли сомнению официальную версию следствия так как в крови девушки также была обнаружена большая доза алкоголя, хотя согласно свидетельствам ее родственников, друзей и знакомых, она никогда не употребляла алкогольных напитков, после чего официальная причина ее смерти была изменена и Джоделл Дженкинс была объявлена жертвой убийства[6][21][22].
- Кэрол Джейн Гушровски. Скелетированные останки жертвы были обнаружены 22 июля 1986 года на территории округа Сан-Диего недалеко от города Бакман-Спрингс возле межштатной автомагистрали I-8. Долгое время она проходила в уголовном деле под кодовым именем «Джейн Доу», после чего в конце 1990 года на основании ряда криминалистических экспертиз личность Гушровски была установлена. Женщина являлась матерью двоих детей, но вела маргинальный образ жизни. Она была замечена в занятии проституцией и в последний раз была замечена живой в конце июня 1986 года на бульваре Эль-Кахон в Сан-Диего. Родственники женщины заявили полиции в ходе расследования, что Гушровски принимала лекарства и страдала депрессией[23]. Муж Гушровски подал заявление о ее пропаже в полицию на следующий день, но по его словам полиция его проигнорировала[24].

- 26-летняя Тереза Брюэр. Была обнаружена задушенной возле межштатной автомагистрали I-8 на территории округа Сан-Диего 4 октября 1986 года. Ее тело было обнаружено полностью одетым, а на теле присутствовали ювелирные украшения. Брюэр страдала наркотической зависимостью и зарабатывала на жизнь проституцией на бульваре Эль-Кахон в Сан-Диего. В ходе расследования ее убийства, бывший муж Терезы Брюэр заявил полиции, что женился на Терезе в начале 1980-х, когда проходил службу в Военно-морских силах США на одной из военных баз, расположенных в Сан-Диего. Их брак начал распадаться, после того как Тереза увлеклась наркотическими средствами, вследствие чего они расстались и муж Брюэр вернулся домой, на территорию штата Миссури. Он заявил, что незадолго до смерти Тереза позвонила ему и в ходе телефонного разговора поведала ему о своих материальных трудностях, о своем желании покончить с маргинальным образом жизни и своем желании покинуть Сан-Диего[25].
- 37-летняя София Гловер. Женщина вела бродяжнический образ жизни, страдала наркотической зависмостью и занималась проституцией на бульваре Эль-Кахон. Ее полностью обнаженное тело, завернутое в одеяло было обнаружено 15 августа 1986 года на лужайке между тротуаром и дорогой на одной из улиц Сан-Диего.  На ее теле были серьезные травмы головы, шеи и груди. Судебно-медицинская экспертиза установила, что женщина была задушена, а перед смертью принимала кокаин и подверглась содомии.  Один из местных жителей после обнаружения трупа, нашел одежду убитой аккуратно сложенной в ближайшем переулке[20][26][27].
- Женщина, личность которой не была установлена. Проходила в материалах уголовного дела под кодовым именем «Джейн Доу -2». Ее скелетированные останки были обнаружены в состоянии сильной степени разложения в сентябре 1986 года на территории округа Сан-Диего.
- 22-летняя Нэнси Эллисон Уайт. Была убита 27 августа 1986 года недалеко от межштатной автомагистрали I-8. В отличие от большинства жертв серийного убийцы, Уайт не вела маргинальный образ жизнь, не увлекалась наркотическими средствами и не была замечена в занятии проституцией. В день убийства девушка находилась у своего мужа на авиабазе морской пехоты Эль-Торо, расположенной в округе Ориндж, где он проходил военную службу, после чего отправилась домой на территорию округа Сан-Диего. Машина Нэнси Уайт сломалась по дороге домой на межштатной автомагситрали недалеко от Сан-Диего. Муж Нэнси - Милтон Уайт заявил полиции в ходе расследования, что Нэнси сумела дозвониться ему и сообщить о поломке машины, после чего он позвонил их соседу и попросил его встретить жену. Приехавший сосед обнаружил машину Нэнси Уайт незапертой с опущенными окнами. По словам представителей правоохранительных органов, сумочка и багаж Нэнси Уайт все еще находились в машине. Сосед Нэнси Уайт обыскал окрестности в поисках Нэнси Уайт, но поиски окончились безрезультатно. Группа байкеров обнаружила ее избитое и полностью обнаженное тело в лагуне недалеко от межштатной автомагистрали через пять дней после ее исчезновения. Ее личность была установлена через неделю благодаря сравнению рентгеновским снимков челюстей и соответствующим стоматологическим записям через неделю после обнаружения ее трупа. Хотя Нэнси Уайт не была проституткой, она в конечном итоге была добавлена в официальный список жертв серийного убийцы, потому что Уайт была похищена с автомагистрали I-8 и была задушена, как и многие другие жертвы[28][29].
- Женщина, чьи скелетированные останки были обнаружены 1 октября 1986 года на территории округа Сан-Диего в индейской резервации под названием «Пала». Жертва являлась девушкой белого цвета кожи,  находящейся на момент смерти в возрасте от 18 до 23 лет, имевшей рост около 190 см, волосы от средне - до темно-каштанового цвета. На останках трупа остались остатки коричневого свитера, нижнего белья и брюк синего цвета. На ее теле было множество отличительных татуировок, в том числе изображение свастики и бабочки на ягодицах, розы над правой грудью и сердца над левой грудью[30][31].
- 20-летняя Синди Джонс. Девушка вела маргинальный образ жизни и была замечена в занятии проституцией на бульваре Эль-Кахон в Сан-Диего. Ее  тело было обнаружено на одной из улиц Сан-Диего в октябре 1986 года. Погибла от удушения[32].
- 25-летняя Кун Юэ Йе Хоу. Была американской корейского происхождения. Как и большинство жертв серийного убийцы занималась проституцией на бульваре Эль-Кахон и страдала наркотической зависимостью. Была задушена в октябре 1986 года в Сан-Диего[33].
- 22-летняя Мелисса Джин Уайт. Дата смерти неизвестна. Ее скелетированные останки была обнаружены в состоянии сильной степени разложения 31 декабря 1986  недалеко от индейской резервации, расположенной в округе Сан-Диего. В ходе судебно-медицинской экспертизы причиной ее смерти было предположительно объявлено убийство посредством удушения. Ее личность была установлена 2 января 1987 года[34].
- 25-летняя Джуллиана Сантилльяно. Пропала без вести 3 января 1987 года, после того как покинула дом своих родственников в городе Лонг-Бич и отправилась в небольшой город Болдуин-Парк. Ее обнаженное тело с признаками  было обнаружено два дня спустя на пляже города Сан-Диего. Результаты судебно-медицинской экспертизы постановили, что Сантилльяно умерла от передозировки героина. Сестра Джуллианы - Виргиния заявила полиции в ходе расследования, что Джуллиана вела маргинальный образ жизни, страдала наркотической зависимостью и имела пятерых детей от разных мужчин. Несмотря на то, что на теле жертвы отстутвовали следы избиения и сексуального насилия, полиция внесла ее в официальный список жертв серийного убийцы, так как ее труп был полностью обнаженным и причин нахождения Сантилльяно в Сан-Диего обнаружено не было, так как согласно освидетельствам ее родственников, она не имела там друзей и знакомых[22].
- 37-летняя Виола Джейн Райт. Страдала наркотической зависимостью и была замечена в занятии проституцией. Ее труп был обнаружен на одной из улиц Сан-Диего в марте 1987 года. Первоначально полиция сомневалась что Райт стала жертвой серийного убийцы и была убита, так как расположение травм на ее теле свидетельствовали о том, что женщина была сбита автомобилем. Тем не менее в конечном итоге Виола Райт также была включена в официальный список серийного убийцы[2].
- 29-летняя Розмари Риттер. Ее останки были обнаружены 23 апреля 1987 года на территории округа Сан-Диего группой нелегальных иммигрантов. Была замечена в занятии проституцией на бульваре Эль-Кахон в Сан-Диего. В ходе расследования было установлено, что Риттер была подругой двух других жертв - Синтии Мэйн и Донны Джентиле. В ходе расследования полиция обнаружила свидетеля - продавца магазина. который утверждал что перед своим исчезновением Риттер покинула магазин и после разговора с офицером полиции - села в его машину, после чего пропала без вести. Результаты судебно-медицинской экспертизы установили что в организме девушка была обнаружена большая доза метамфетамина, однако ее родственники и знакомые опровергли факт того, что Розмари Риттер когда-либо принимала наркотик и утверждали, что убитая испытывала боязнь иглоукалываний[6][35].
- 21-летняя Ронда Линн Холлис. Девушка проживала в Сан-Диего и вела маргинальный образ жизни. Она имела двоих детей и была замечена в занятии проституцией. Предположительно пропала без вести 12 мая 1987 года на бульваре Эль-Кахон в Сан-Диего. Ее полностью одетое тело с шестью ножевыми ранениями в области груди было обнаружено на следующий день в городе Бонита. На ее теле были чулки в черную сетку, шорты, футболка, розовый лак для ногтей, макияж глаз и кулон с надписью «Foxy Lady». Ремень и веревка были обмотаны вокруг ее рук, ног и шеи[2][36][37][38].
- 32-леняя Анна Лусиль Варела. Пропала без вести в середине июня 1987 года. Ее труп был обнаружен 22 июня того же года с признаками удушения двумя пожарными на пробежке возле межштатной автомагистрали на территории Сан-Диего. Варела имела маленького сына, каштановые волосы до плеч и татуировку с изображением ангела на руке. Как и многие другие жертвы серийного убийцы Варела зарабатывала на жизнь проституцией и подвергалась аресту по обвинению в этом занятии, однако ее мать это отрицала. Роуз Варела заявила СМИ и полиции после смерти дочери, что Анна действительно имела арест по обвинению в занятии проституцией, однако утверждала что ее дочь во время ареста находилась поздно вечером на остановке и всего лишь ждала прибытия автобуса[37][39].
- 19-летняя Салли Энн Мурман-Филд. Девушка как и большинство жертв серийного убийцы также страдала наркотической зависимостью и занималась проституцией на бульваре Эль-Кахон в Сан-Диего. Ее скелетированные останки были обнаружены на окраине Сан-Диего 20 сентября 1987 года. Согласно результатам судебно-медицинской экспертизы, Мурман-Филд была убита примерно за 4-5 недель до обнаружения ее останков. В ходе расследования полиция установила что девушка была близкой подругой другой жертвы Анны Люсиль Варелы. Мать Анны - Роуз Варела подтвердила этот факт. Она заявила что девушки состоялись в знакомстве и Мурман-Филд звонила ей после того, как было обнаружено тело ее дочери 22 июня[37][39].
- 36-летняя Сара Финленд Гедалесия. Женщина вела бродяжнический образ жизни, страдала наркотической зависимостью и занималась проституцией в Сан-Диего. В ходе расследования сотрудникам правоохранительных органов не удалось установить дату ее исчезновения. Ее скелетированные останки были обнаружены на окраине Сан-Диего 25 сентября 1987 года[35].
- 24-летняя Диана Гейл Моффит. Ее скелетированные останки были найдены 9 октября 1987 года во время проведения работ по ремонту дороги  Блоссом-Вэлли-роуд на территории округа Сан-Диего. В ходе расследования детективы установили, что Диана Моффитт занималась проституцией в Сан-Диего и Портленде (штат Орегон), где подвергалась арестам[40].

- Женщина. Личность не установлена. проходила в уголовном деле под кодовым именем «Джейн Доу -4». Ее скелетированные останки в состоянии сильной степени разложения были обнаружены 22 июля 1988 года на территории округа Сан-Диего. На основании результатов судебно-медицинской экспертизы было установлено, что кости принадлежали женщине, находящейся в момент гибели в возрасте от 15 до 24 лет и что кости находились на месте их обнаружения от двух до четырех месяцев. Это место находится примерно в 4 милях от того места, где в 1987 году сотрудники правоохранительных органов обнаружили останки еще двух других женщин[41].
- 25-летняя Шерри Ли Гэлбрит. Ее останки были обнаружены 13 апреля 1988 года на территории округа Сан-Диего. Ее личность была идентифицирована только лишь в марте 1990 года с помощью Калифорнийской системы идентификации отпечатков пальцев, в которой содержались отпечатки пальцев всех, у кого были сняты отпечатки пальцев либо в связи с работой, либо в результате ареста, однако согласно свидетельствам сотрудников правоохранительных органов Гэлбрит ранее не подвергалась арестам[42].
- 29-летняя Мелисса Сандовал. Также как и большинство жертв серийного убийцы, Сандовала занималась проституцией на бульваре Эль-Кахон в Сан-Диего. Ее обнаженное тело с признаками удушения было обнаружено 29 мая 1988 года недалеко от индейской резервации Пала в округе Сан-Диего. В ходе расследования полиция установила, что Сандовал состояла в близком знакомстве с другой жертвой их списка серийного убийцы Джоделл Дженкинс. В последний раз была замечена 21 мая на бульваре Эль-Кахон. По словам свидетелей, Сандовал села в автомобиль белого цвета, за рулем которого находился мужчина, личность которого впоследствии установить не удалось[39][43].

- 27-летняя Джанетт Лорейн Мур. Была зарезана 11 июня 1988 года в своей квартире на территории Даунтауна Сан-Диего. Несмотря на то, что Мур была убита в своей квартире, полиция в конечном итоге включила ее в список жертв серийного убийцы, так как Мур была замечена в ведении маргинального образа жизни и подозревалась в занятии проституцией[44][45].
- 43-летняя Сандра Квик. Женщина страдала наркотической зависимостью и зарабатывала на жизнь проституцией. На момент смерти она не имела постоянного места жительства и вела бродяжнический образ жизни на территории Сан-Диего, переехав туда с территории штата Флорида. Была обнаружена убитой в июле 1988 года недалеко от города Бакман-Спрингс. В ходе осмотра места преступления полиция установила, что женщина умерла от кровопотери и на нее напали и избили примерно в миле от того места, где она была обнаружена мертвой. По версии следствия, Сандра Квик пытаясь добраться до помощи прошагала босиком по неровной дороге истекая кровью более километра[46][47][48].
- 31-летняя Мэри Энн Уэллс. Была застрелена выстрелом в голову 25 сентября 1988 года в центре Сан-Диего. Уэллс являлась проституткой и ранее занималась проституцией на бульваре Эль-Кахон. Ее полностью одетое тело женщины было обнаружено на одной из парковок. Преступник после совершения убийства не совершал с ее телом никаких постмортальных манипуляций и не похитил ничего из ее личных вещей[2][49].
- Диана Ампура Луна. Была найдена задушенной на одной из улиц Сан-Диего в октябре 1988 года. Луна была американкой мексиканского происхождения и занималась проституцией на бульваре Эль-Кахон в Сан-Диего.
- 26-летняя Синтия Лу МакВей. Тело убитой женщины было обнаружено 29 ноября 1988 года на территории округа Сан-Диего возле расположения индейской резервации под названием Пала рядом  с Калифорнийским шоссе 76, главной автомагистралью в северном округе Сан-Диего, которая соединяется с межштатными автомагистралями I-5 и I-15, примерно в 20 милях к северу от Сан-Диего. МакВей была задушена. Судебно-медицинская экспертиза постановила, что незадолго до смерти Синтия употребляла кокаин. Бывший муж Синтии - Роберт в ходе расследования заявил полиции, что они проживали в городе Ливермор (штат Калифорния), однако из-за проблем с наркотиками развелись, после чего Синтия начала вести бродяжнический образ жизни и зарабатывала на жизнь проституцией. В последний раз МакВей была замечена живой, играющей в бильярд  вечером 27 ноября в одном из баров города Карлсбад, находящегося к северу от Сан-Диего. По словам следователей, Синтия Маквей не имел арестов по обвинению в занятии проституцией.[50][51][52].
- Линда Кристин Марлер. Тело девушки было обнаружено в начале декабря 1988 года на территории Сан-Диего. Девушка вела маргинальный образ жизни и как и большинство жертв серийного убийцы - занималась проституцией на бульваре Эль-Кахон. На момент смерти находилась в розыске по обвинению в совершении кражи. Брат Линды Малер впоследствии заявил СМИ о том, что полиция отказалась принимать его заявление об исчезновении сестры вследствие того, что девушка являлась проституткой и находилась в розыске[53].
- Денис Мэри Галлоуэй. Была найдена задушенной в середине декабря 1988 года на территории Сан-Диего. Страдала наркотической зависимостью и была замечена в занятии проституцией.
- 22-летняя Николетт Джин Фрай. Была обнаружена 10 июля 1989 года в отдаленном ущелье за пределами Сан-Диего в пустынной местности. В ходе расследования было установлено, что девушка являлась проституткой и проживала Сан-Диего. Среди сутенеров и других проституток была известна под прозвищами  Лоретта Харт и Маргарет Энн Хейни[54].
- 48-летняя Маргарет Ороско Джексон. Труп женщины с признаками удушения был обнаружен 11 июля 1990 года за пределами Сан-Диего в сельской местности на одном из ранчо. Джексон была задушена веревкой, которая была найдена у нее на шее. В ходе расследования было установлено, что Джексон имела трех сыновей, но вела маргинальный образ жизни, зарабатывала на жизнь проституцией и была убита в другом месте, после чего преступник сбросил ее тело на территории ранчо[55].
- 24-летний Феликс Патрисио Абарка. Абарка являлся мужчиной-трансгендером, перенесшим операцию по смене пола. Став женщиной, Абарка стала заниматься проституцией в Сан-Диего и пропала без вести 17 октября 1990 года. Ее тело было обнаружено 23 ноября 1990 года на территории округа сан-Диего с признаками удушения. Ее руки были связаны куском веревки желтого цвета. Абарка стала официально последней жертвой, включенной в список серийного убийцы[56].

Впоследствии 31-летняя Мэри Энн Уэллс и Феликс Абарка были исключены из списка жертв, и официально было признано, что 43 девушки и женщины являются жертвами серийного убийцы.

## Расследование
В период с 1985 по 1987 год расследование серии убийств не принесло никаких результатов. Полиция Сан-Диего и сотрудники отдела расследований шерифа округа Сан-Диего расходились во мнениях относительно того, действительно ли эти убийства между собой связаны. Следственные подразделения города и округа  Сан-Диего большую часть времени отслеживали зацепки и работали в одиночку, практически не взаимодействуя между собой.
Убийства были объединены в серию только лишь в конце 1987 года после того как количество жертв возросло до 19 человек.
В ходе расследования появилась версия, согласно которой серия убийств была совершена «убийцей с Грин-Ривер», который по мнению следствия опасаясь разоблачения из-за повышенной активности правоохранительных органов в Сиэтле — покинул территорию штата Вашингтон и переехал на территорию Сан-Диего, где продолжил совершать убийства проституток. В качестве косвенного доказательства этой версии, следователи приводили даты окончания серии убийств проституток в Сиэттле и начала серии убийств В Сан-Диего. Последнее подтверждённое убийство на территории Сиэтла «убийца с Грин-Ривер» по версии следствия совершил в феврале 1984 года, после чего переехал в Сан-Диего, где 23 июня 1985 году убил первую жертву Донну Джентиле. Начиная с января 1988 года члены целевой группы, созданной для расследования убийств в штате Вашингтон, несколько раз встречались с городской полицией Сан-Диего и детективами шерифа округа Сан-Диего, чтобы обсудить возможные связи между убийствами. Ведущие детективы по этому делу склонялись к тому, что «убийца с Грин-Ривер» несёт ответственность за обе серии убийств, Однако другие следователи отрицали наличие достаточных доказательств для существования этой версии.
В сентябре 1988 года, после того как количество убитых девушек и женщин стало более 30 человек, было объявлено о создании целевой группы для расследования серийных убийств,  в состав которого вошли 12 человек, представители из департамента шерифа округа Сан-Диего, полицейского управления Сан-Диего и окружной прокуратуры.
Первые месяцы своего существования целевая группа  работала в основном секретно, отклоняя большинство запросов средств массовой информации и отказываясь привлекать общественность к помощи в поисках убийцы. Оперативная группа отказывается разрешить своим следователям общаться с прессой или даже сообщать, где находится ее офис, объясняя это тем, что офис и его сотрудники могут привлечь внимание  серийного убийцы. Однако Рон Симс, чиновник из администрации округа Кинг, который финансировал работу целевой группы для расследования серийных убийств в Сиэтле заявил, что отказ правоохранительных органов от сотрудничества со СМИ и общественностью — повторение ошибки целевой группы в Сиэтле, стоившей ей шансов в первые годы своего существования найти «убийцу с Грин-Ривер», так как общественность,  неосведомленная о масштабах убийств, не спешила требовать поимки убийцы. За время своего существования, целевая группа для расследования убийств в Сиэтле, состоящая из 60 следователей потратила около 15 миллионов долларов из денег налогоплательщиков и впервые в истории США применила инновационные методы для расследования преступлений такого рода такие как применение персональных компьютеров. Компьютеризация процесса расследования преступлений позволила создать базу данных учета и движения в следственных подразделениях всех уголовных дел. Благодаря автоматизированным информационно-поисковым системам, позволяющих формировать текст и систематизировать собранную доказательственную информацию по эпизодам преступной деятельности, предметам преступного посягательства, лицам, привлеченным к уголовной ответственности, и т.д. эффективность работы целевой группы резко повысилась. В период с 1984 по 1989 целевая группа изучила 8000 улик и 22000 сведений о возможных подозреваемых. В ходе сотрудничества детективов из обеих целевых групп и благодаря получению необходимого опыта, в конце 1980-х в расследовании серийных убийств наметился большой прогресс, вследствие чего появились первые подозреваемые.
В декабре 1988 года расследованием серийных убийств занялось ФБР, однако целевая группа критиковала действия агентов бюро из-за отказа делиться отчетами о проделанной работе в расследовании убийств и следованию процедурам, которые могут помешать расследованию.
Криминальные профилировщики пытаясь создать психологический портрет подозреваемого высказали предположение, что преступник совершает убийства девушек и женщин по мотивам женоненавистничества, так как мог быть ограблен проститутками или сутенерами, заразиться венерическими заболеваниями, ВИЧ-инфекцией или же страдал низкой самооценкой и не пользовался успехом у женщин. В ходе расследования, основываясь на психологический портрет, полиция проверила несколько тысяч мужчин, проживающих на территории округа Сан-Диего, которые ранее привлекались к уголовной ответственности за нападения на девушек, были ВИЧ-инфицированы ,страдали психическими заболеваниями или же проходили лечение от венерических заболеваний. За первые шесть месяцев своего существования группа потратила около 88 200 долларов, не включая в эту сумму денежные средства, потраченные в качестве заработной платы сотрудникам.
Практически сразу же появились скептики, которые подвергали критике первоначальную версию следствия о том, что убийства проституток в Сиэтле и убийства проституток в Сан-Диего совершил один и тот же человек основываясь на данных исследования, согласно которым что в США одновременно на свободе находятся не менее 50 серийных убийц. Боб Кеппел, главный следователь по уголовным делам генеральной прокуратуры штата Вашингтон, заявил в конце 1988 года, что эта цифра возможно даже преуменьшена,  учитывая количество заявлений о пропавших без вести лицах, заполняющих полицейские файлы, и неопознанные скелеты, регулярно находимые по всей стране. По его словам, целевая  группа для расследования серийных убийств в Сиэтле к 1988-у году получила запросы из десятков городов США, помимо Сан-Диего, о совершении убийств, которые, по мнению местных правоохранительных органов могли бы быть связаны с «убийцей с Грин-Ривер», однако только серийные убийства в Сан-Диего по мнению Кеппела были в большей степени достаточно похожи, чтобы привлечь к себе самое пристальное внимание.
Кеппел поведал СМИ, что в результате сотрудничества между целевыми группами по расследованию убийств в обоих городах, была решена проблема плохого взаимодействия между полицейскими ведомствами Сан-Диего и улучшено качество патрулирования улиц города, что согласно его словам - стало причиной большинства убийц в Сиэтле, так как из-за плохой координации действий между детективами девушек и женщин похищали с шоссе  возле аэропорта Сиэтл/Такома, несмотря на то, что его часто патрулировала полиция. Будучи участником в  расследовании уголовного дела осужденного серийного убийцы Теда Банди, Кеппел заявил, что плохая связь между полицейскими управлениями также всегда затрудняла отслеживание нескольких убийц, которые, как и Банди, время от времени переезжают из города в город. Кеппел в рамках сотрудничества между целевыми группами, предложил несколько теорий очевидного прекращения убийств в районе Сиэтла в 1984 году, которые могли бы поспособствовать в поимке серийного убийцы, действующего в Сан-Диего. По его мнению, по мере активизации действий полиции в черте города, где орудовал убийца, преступник переехал в другой город или за пределы штата. Также по словам Кеппелла, преступник мог быть убит, арестован и заключен в тюрьму по другому обвинению, что предполагало таким образом сконцетрировать усилия следователей, в ходящих в целевую группу для изучения данных о количестве умерших, недавно арестованных преступников и тех, кто внезапно покинул территорию округа сан-Диего.

### Рональд Портер
В начале 1988 года в число основных подозреваемых попал 40-летний Рональд Портер, который проживал и работал в городе Эскондидо и был арестован в октябре 1987 года за нападение на Аннет Рассел, которая также занималась проституцией и работала на бульваре Эль-Кахон, где пропали без вести большая часть из жертв серийного убийцы. Заманив девушку в свой автомобиль Портер отвез ее на окраину Сан-Диего, где совершил на нее нападение, в ходе которого нанес ей два ножевых ранения. В разгар нападения Портер был задержан офицерами полиции, патрулировавшими данную местность. Портер стал основным подозреваемым в совершении серии убийств, так как недалеко от того места, где он остановил свой автомобиль и пытался убить Анетт Расселл, 22 июля 1988 года было обнаружено тело молодой девушки, личность которой так и не была установлена.
За нападение на Аннет Расселл - Портер в конечном итоге был осужден, получив уголовное наказание в виде 4 лет лишения свободы. В декабре 1990 года он оказался на свободе, получив условно-досрочное освобождение, но в начале 1990 года был возвращен в тюрьму за нарушение условий условно-досрочного освобождения. В сентябре 1991 года, во время отбывания уголовного наказания Портеру на основании доказательств его причастности к совершению убийств были предъявлены обвинения в совершении убийств двух женщин из официального списка жертв серийного убийцы - 26-летней Кэрол Гушровски и 43-летней Сандры Квик. Помимо этого ему  также были предъявлены обвинения в покушении на убийство Кейси Беттс в ноябре 1986 года, Робин Браун и Донны Эбботт  в феврале 1988 года, Бетти Басс в марте 1988 года и Марии Вайдмарк в мае 1988 года.
В конечном итоге Портер в 1992 был осужден за убийство Сандры Квик и был приговорен к пожизненному лишению свободы. В 1993 году правоохранительные органы заявили, что Портер является подозреваемым в совершении еще как минимум 13 убийств, в том числе в совершении убийства первой жертвы Донны Джентиле и ее подруги Синтии Мэйн. Офис окружной прокуратуры округа Сан-Диего заявил, что  четыре ворсовых волокна, извлеченные из одежды Донны Джентиле совпадали по своей структуре и цвету с волокнами из обивки сиденья автомобиля Рональда Портера, но в дальнейшие годы Портеру так и не было предъявлено никаких других обвинений из-за недостатка доказательств.

### Алан Стивенс
В декабре 1988 года в число основных подозреваемых вошел житель города Сан-Диего - 46-летний Алан Майкл Стивенс, бывший байкер, имевший на своем теле 184 татуировки, обладавший ростом около 2 метров и весом в 115 килограмм. Стивенс был арестован 20 декабря 1988 года по обвинению в убийстве 26-летней Синтии МакВей, чье тело было обнаружено в северной части Сан-Диего 29 ноября 1988 года, недалеко от места, где ранее были обнаружены трупы еще четырех жертв серийного убийцы. В ходе расследования было установлено, что в 1987 году Стивенс снимал жилье на территории Сан-Диего недалеко от места, где были обнаружены трупы еще двух девушек. Подозрения в адрес Стивенса усилились, после того как стало известно, что в 1964 году Стивенс был осужден за преступление, связанное с насилием в отношении женщин, а в 1984 году отсидел 30 дней в тюрьме округа Сан-Бернардино по обвинению в хранении оружия. Также в 1985 году он проходил подозреваемым в совершении похищения 4-летней Лоры Брэбери, которая была похищена  из национального памятника Джошуа-Три во время кемпинга со своими родителями в октябре 1981 года. В ходе расследования было установлено, что Стивенс и Маквей посещали один и тот же бар, где Маквей в последний раз была замечена живой, однако никто из работников и посетителей бара не смог вспомнить ни одного случая, когда бы Стивенс разговаривал со Синтией Маквей или покидал заведение вместе с ней. Причастность Стивенса к совершению убийства девушки была доказана на основании вещественных доказательств, обнаруженных во время обыска его трейлера и салона его автомобиля. Кроме этого отпечатки пальцев Стивенса были обнаружены на скотче, которым он обмотал ее ноги после похищения.
31 октября 1990 года Стивенс был признан виновным в совершении убийства Синтии Маквей и 15 января 1991 года получил в качестве уголовного наказания пожизненное лишение свободы с правом подачи ходатайства на условно-досрочное освобождение после отбытия 25 лет тюремного заключения. Свою вину он не признал. Стивенс подозревался в совершении убийств еще как минимум четырех женщин, но в последующие годы ему так и не было предъявлено никаких других обвинений.

### Глести Уотерс
25 января 1989 года на территории города Кус Бей (штат Орегон), был арестован 35-летний Глести Дональд Уотерс по обвинению в нападении на 33-летнюю Хелен Рут Той, которое произошло 6 января 19889 года в городе Чула-Виста. Той, имевшая несколько арестов по обвинению в занятии проституцией, рассказала полиции, что нападавший схватил ее на улице юго-восточного Сан-Диего. По ее словам, он отвез ее в сельскую местность, где совершил попытку ее удушения, после чего бросил в бессознательном состоянии  на обочине дороги. Целевая группа добавила ее дело о нападении в список нераскрытых убийств из-за образа действия, который продемонстрировал серийный убийца в большинстве случаев убийств. Тем не менее, в дальнейшие месяцы доказательств причастности Уотерса к совершению серийных убийств найдено не было. В ноябре 1989 года он был осужден к 10 месяцам лишения свободы с установлением испытательного срока в виде пяти лет, но был исключен из числа основных подозреваемых.

### Дэниел Стаффорд
В марте 1989 года в ходе расследования появилось сразу три новых подозреваемых. Дэниел Томас Стаффорд, Томас Истгейт и 25-летний Блейк Рэмонд Тейлор были арестованы по обвинению в нападении на проституток и по обвинению в попытке убийства. По версии следствия, в октябре 1987 года Стаффорд совершил нападение  на малолетнюю проститутку, после того как девушка оказалась в его автомобиле. Жертва нападения утверждала, что Стаффорд выехал по межштатной автомагистрали I-8 в район под названием Пайн-Вэлли, где угрожая ей ножом совершил попытку ее удушения. Оказав яростное сопротивление, девушка сумела сбежать из автомобиля Стаффорда и была спасена проезжавшим мимо водителем грузовика. После ареста Стаффорд признал свою вину и впоследствии был условно осужден. Дэниел Стаффорд проверялся на причастность к совершению убийств, но доказательств этому найдено впоследствии не было.

### Блейк Тейлор
Блейк Тейлор был арестован в июне 1988 года по обвинению в нападении на проститутку 42-ю Ирен Куинленд. Женщина заявила полиции, что зарабатывала на жизнь проституцией, работая на бульваре Эль-Кахон в Сан-Диего. Согласно ее свидетельствам, Тейлор подобрал ее на бульваре, заплатил ей за оказание интимных услуг, после чего отвёз в уединенное место недалеко от реки Сан-Диего, расположенное под эстакадой межштатной автомагистрали I-8. Ирен Куинленд утверждала, что вооружённый дробовиком Тейлор вынудил её лечь на пол салона автомобиля и накрыться покрывалом, после чего угрожал убить, опасаясь что она обратиться в полицию, которая в ходе расследования узнает о существовании других жертв Тейлора. Блейк Тейлор во время расследования вынужденно признался в том, что угрожал убийством женщине, но он настаивал на том, что  сделал это только для того, чтобы вернуть свои 40 долларов, потому что передумал заниматься с ней сексом. Согласно показаниям Куинленд, Тейлор во время разговора с ней упоминал одну из своих предыдущих жертв, которая якобы являлась девушкой мексиканского происхождения. Сопоставив даты совершения убийств, возраст и расовый состав жертв, детективы, входящие в целевую группу сделали предположение, что Тейлор говорил о Мелиссе Сандовал, которая являлась американской латиноамериканского происхождения и была обнаружена убитой менее чем за две недели до нападения на Ирен Куинленд. Тейлор владел автомобилем «Ford Bronco» белого цвета, после чего подозрения в его адрес в совершении серийных убийств усилились, так как Мелисса Сандовал в последний раз была замечена живой садящейся в автомобиль белого цвета. Впоследствии Блейк Тейлор был признан виновным в совершении похищения Ирен Куинленд и в совершении нападения на нее, после чего был приговорен к пожизненному лишению свободы. В ходе расследования, следствию не удалось доказать его причастность к совершению других убийств, в том числе к совершению Мелиссы Сандовал и ему в дальнейшие годы не было предъявлено никаких других обвинений, но Тейлор не был исключён из числа подозреваемых.

### Томас Истгейт
Томас Истгейт также был арестован за нападение на проститутку в Сан-Диего. В начале 1989 он признал себя виновным по всем инкриминируемым действиям и был осужден. Истгейт являлся подозреваемым в совершении нескольких изнасилований и убийств женщин в Сан-Диего, но доказательств его причастности не нашлось и в дальнейшие годы ему никаких обвинений также не было предъявлено.

### Терри Мийо
Помимо этого на причастность к совершению серийных убийств проверялся 31-летний Терри Уинн Мийо. В 1985 году он был обвинен в совершении  убийства 52-летнего Чарльза Л. Ирвина, который получил ножевое ранение 19 августа 1985 года в магазине под названием «Alpha Beta» на территории города Сан-Исидро и в совершении убийства 31-летней Патрисии Смит, которая была  включена в официальный список жертв серийного убийцы, в связи с чем после создания целевой группы, в начале 1989 года Терри Мийо также попал в число основных подозреваемых, однако его причастность к совершению остальных убийств проституток в дальнейшие годы доказана не была.

### Ричард Сандерс
В середине 1989 года основным подозреваемым в совершении убийств стал 45-летний Ричард Аллен Сандерс, который был застрелен 10 марта 1989 года на территории штат Вашингтон. Начиная с 1965 года и по начало 1970-х Сандерс работал в департаментах полиции штатов Вашингтон и Орегон, после чего переехал в Сан-Диего, где с 1976 по 1984 год занимался предпринимательской деятельности и был владельцем бара. 9 февраля 1989 года Сандерс был арестован полицией Сан-Диего после того как он был замечен в проявлении девиантного поведения по отношению к проституткам. Сандерс установил на свой автомобиль спец-сигналы и выдавая себя за офицера полиции в штатском, вынуждал таким образом девушек и женщин сесть в свой автомобиль под угрозой ареста. После ареста и предъявления обвинений, Сандерс заплатил в качестве залога более 14 тысяч долларов и был отпущен на свободу, ожидая окончания расследования и начала судебного процесса. После его смерти, полиция осмотрела его апартаменты  и гараж, который он арендовал в Сан-Диего. В гараже в ходе обыска было обнаружено несколько фотографий обнаженных девушек и женщин, а также видеозаписи, на одной из которых была запечатлена одна из жертв серийного убийцы - Мелисса Сандовал.
Кроме этого, в гараже были обнаружены две коробки, в которых содержались дневники Ричарда Сандерса с записями о личных данных проституток в Сиэтле и в Сан-Диего, включая их фотографии. Ряд друзей и знакомых Сандерса описывали его как человека, страдающего женоненавистничеством. По их словам, в молодости Сандерс встречался с девушкой, которая оказалась проститукой, после чего он начал проявлять агрессию по отношению к девушкам и женщинам. Сандерс также некоторое время являлся основным подозреваемым в совершении серии убийств в Сиэтле. После смерти Сандерса, капитан Боб Эванс, командующий целевой группой для расследований серии убийств в Сиэтле подтвердил, что долгое время целевая группа подозревала что «убийцей с Грин-Ривер» является Ричард Сандерс, так как он был бывшим полицейским и знал, как полицейские расследуют подобные дела, но он в конечном итоге был исключён из числа подозреваемых из-за недостатка улик. Полицейский осведомитель из числа мелких преступников Сан-Диего сообщил полиции в середине 1989 года, что в январе 1988 года Сандерс показал ему два любительских порнографических фильма, снятых им самим, на которых Сандерс играл серийного убийцу, который на протяжении фильмов убивал проституток. По словам осведомителя, в одном из фильмов одну из главных ролей исполняла Мелисса Сандовал. Подозрение в адрес Сандерса усилились после того, как другой осведомитель из числа близких друзей Сандерса, заявил полиции, что Ричард Сандерс зарабатывал на жизнь производством и сбытом метамфетамина, которым он снабжал многих сутенёров и проституток в Сан-Диего, благодаря чему знал многих девушек из списка жертв серийного убийцы и много проводил свободного времени в их обществе, не вызывая никаких подозрений.

### Офицеры полиции Сан-Диего
В 1990 году различные общественные организации и политические активисты потребовали администрацию города Сан-Диего провести расследование и привлечь ряд офицеров полиции к дисциплинарным взысканиям, после того как ряд друзей и родственников первой официальной жертвы Донны Джентиле - заявили различным СМИ о том, что убийства проституток совершила группа полицейских, которые несколько лет вынуждали проституток города становиться уличными осведомителями и подвергали девушек сексуальным домогательствам. Под давлением общественности, окружной прокурор округа Сан-Диего следуя принципам политической целесообразности  был вынужден обратиться к федеральным властям и правоохранительным органам с требованием санкционировать внутреннее расследование под наблюдением федеральных властей,  после чего шеф полиции Сан-Диего санкционировал проведение расследования. Донна Джентиле была обнаружена убитой 23 июня 1985 года  всего через пять недель после того, как она вовлекла двух полицейских Сан-Диего в громкое дело, вызвавшее общественный резонанс, связанное с проституцией и шантажом, в результате чего один из полицейских был понижен в должности, а другой вследствие показаний Донны Джентиле был уволен из правоохранительных органов. В ходе внутреннего расследования было установлено, что полиция Сан-Диего еще в 1985 году подозревала своих коллег в совершении ее убийства. Во время обнаружения трупа Донны Джентиле, судебно-медицинский эксперт обнаружил во рту девушки и в ее горле гравий. По версии следствия, в 1980-х представители криминальный субкультуры помещали гравий жертвам убийств в рот только в  том случае, если убитые являлись осведомителями и давали свидетельские показания в судебных процессах против обвиняемых, что в дальнейшем способствовало их осуждению. Кроме того, место, где сотрудники полиции обнаружили тело Джентиле — было тщательно очищено от следов шин и любых других улик, что наводило на мысль о том, что убийство Донны Джентиле не являлось случайным убийством. Отчёты судебно-медицинского эксперта и протоколы вскрытия были засекречены и никогда не разглашались общественности.
Показания Донны Джентиле привели к увольнению офицера полиции Ларри Авреча и понижению в должности лейтенанта Карла Блэка. Кроме них,  в число офицеров, упомянутых в ее показаниях, входили сержант Майкл Блейкли, Кертис Мейер, Ричард Дрейпер, Роберт Кэндленд, детективы Фрэнк Кристенсен, Джеймс Брук и Джеффри Дин. Сотрудники полиции были наказаны дисциплинарной комиссией за неподобающее поведение в отношении девушек, занимающихся проституцией на бульваре Эль-Кахон в Сан-Диего в период с мая 1984 года по январь 1985 года.  Джентиле утверждала, что начиная с февраля 1981 года, на протяжении нескольких лет она работала полицейским осведомителем и сотрудничала с Ларри Авречем, который также передавал ей информацию об расследовании уголовных дел, но потом угрожая ей арестом, вынуждал ее оказывать ему интимные услуги. С 1982 года по январь 1984 года Джентиле работая полицейским осведомителем никогда не подвергалась арестам, но после того как она предприняла попытку прекратить сотрудничество с правоохранительными органами, на нее стали оказывать давление и она  с февраля по март 1984 года трижды арестовывалась по различным обвинениям. На дисциплинарных слушаниях Донна Джентиле дала показания против Авреча, но ни разу не обвинила в сексуальных домогательствах и в применении угроза Карла Блэка, который был понижен в должности, но остался в конечном итоге работать с правоохранительными органами. Согласно показаниям Джентиле, именно ее дружеские отношения с Карлом Блэком, который оплачивал ей услуги адвоката и однажды взял ее со своей подругой в путешествие по берегу реки Колорадо — стала причиной того, что Ларри Авреч начал подвергать ее сексуальным домогательствам и вынуждать ее дать показания против Блэка, которые впоследствии планировал предоставить дисциплинарной комиссии в департаменте полиции Сан-Диего как доказательства неправомерного поведения офицера полиции, так как согласно уставу — офицер полиции не имел права заводить дружеские отношения с лицами, ведущими криминальный образ жизни. В 1990 году Авреч, став подозреваемым в совершении убийства Джентиле — отрицал свою причастность к совершению ее убийства. Он вынужденно признал, что с 1981 года состоял в интимной связи с Джентиле, но утверждал что Джентиле оказывала ему интимные услуги на добровольной основе.
Авреч добавил, что в убийстве девушки могло быть замешано множество людей, так как с ней сотрудничал ряд других сотрудников полицейского управления Сан-Диего, которые платили ей деньги за работу полицейским осведомителем в уголовном деле против по крайней мере одного крупного сутенера, в деле, детали которого, по его словам, ряд высших полицейских чиновников департамента полиции Сан-Диего руководителей не хотели предавать огласке опасаясь разоблачения имен офицеров полиции и осужденных, которые могла бы указать Донна Джентиле в разговорах со СМИ. Авреч подверг критике идею внутреннего расследования в недрах полицейского управления Сан-Диего. Ссылаясь на свой опыт работы в полиции, Ларри Авреч заявил, что расследование следовало доверить нейтральному органу, например, окружной прокуратуре, так как в случае, когда  полиция проводит собственное расследование в отношении своих же сотрудников, в девяти случаях из 10 не появляется никаких доказательств совершения преступлений или неправомерных действий. За четыре месяца до смерти  Джентиле находясь в окружной тюрьме по обвинению в занятии проституцией, при помощи знакомых записала видеозапись своих подозрений в адрес офицеров полиции Сан-Диего, после чего передала видеозапись своему адвокату Дагу Холбруку, который в свою очередь продемонстрировал содержание видеопленки СМИ и общественности.
Из речи Донны Джентиле на  видеозаписи:
«На случай, если я куда-нибудь исчезну или пропаду, я хочу, чтобы мой адвокат передал это прессе", - сказала она на пленке. «Я не планирую пропадать или уезжать из города, не предупредив об этом своего адвоката. Из-за огласки, которую я придала скандалу с офицерами полиции, именно по этой причине я и делаю это...Я чувствую и считаю, что кое-кто в форме со значком может быть серьезным преступником». (англ. «In case I disappear somewhere or is missing, I want my lawyer to give this to the press,”“I have no intention of disappearing or going out of town without letting my lawyer know first. Because of the publicity that I have given a police scandal, this is the reason why I'm making this. “I feel someone in a uniform with a badge can still be a serious criminal».)
Донна Джентиле вышла на свободу в мае 1985 года, за месяц до того, как была убита.
В ноябре 1991 года расследование в отношении офицеров полиции Сан-Диего было завершено. По результатам расследования, сержант Альфонсо Сальватьерра и офицер Джон Фунг, которые работали в полиции с 1974 года, были отстранены от службы на 20 дней без сохранения заработной платы. Ещё один офицер полиции, Чак Арнольд, по итогам вердикта дисциплинарной комиссии был отстранён от службы на 10 дней без сохранения заработной платы. Помощник шефа полиции Са-Диего Дэйв Уорден отказался сообщить, сколько офицеров были привлечены к дисциплинарной ответственности и раскрыть их имена, сославшись на законы штата о конфиденциальности, которые запрещают Департаменту полиции обсуждать кадровые вопросы. Один высокопоставленный полицейский, пожелавший остаться неизвестным, заявил СМИ о том, что отстранение от должности не самое серьёзное взыскание, учитывая серьёзность доказательств, обнаруженных следователями. Все три офицера помимо связи с Донной джентиле, были связаны с Синтией Мэйн, чей номер телефона был написан на клочке бумаги, найденной в личных вещах Донны Джентиле после её смерти. Джентиле и Мэйн были подругами. Мэйн отличалась крупным телосложением и очень низкой самооценкой, которая преобладала у неё на протяжении взрослой жизни. В юности она познакомилась с человеком по имени Стив Смит, за которого вышла замуж в 1979 году. Смит являлся наркоманом и в конечном итоге вовлек Синтию в употребление наркотиков. После рождения сына в 1982 году, Мэйн и Смит не смогли избавиться от наркотической зависимости, после чего Мэйн стала заниматься проституцией, а Стив Смит выполнял функции ее сутенёра.
2 июля 1984 года Синтия была арестована офицером полиции Джоном Фунгом по подозрению в состоянии алкогольного опьянения. После ареста он согласилась стать полицейским осведомителем и стала информировать Фунга обо всех знакомых ей наркодилерах в Сан-Диего и носить записывающее оборудование для прослушивания разговоров. Летом 1985 года после совершения убийства Донны Джентиле, между Фунгом и Мэйн начались романтические отношения. По словам её матери, Синтия была влюблена в Фунга, питала определённое уважение к сотрудникам правоохранительных органов, поскольку её собственный отец когда-то был сотрудником полиции Сан-Диего, познакомила Фунга со своей сестрой и несколько раз приводила его к себе в дом, где он познакомился с матерью Синтии.
В сентябре 1985 года Мэйн была арестована. Она была осуждена и приговорена к уголовному наказанию в виде четырёх месяцев лишения свободы, которое она отбывала в тюрьме округа Лас-Колинас за схему мошенничества с чеками, в которой она ранее участвовала. В ноябре 1985 года она стала свидетельницей по делу Донны Джентиле. Будучи в окружной тюрьме, она как и Джентиле дала показания полиции о неправомерных действиях некоторых сотрудников полиции, которые как и в случае с Донной Джентиле вынуждали их бесплатно оказывать им интимные услуги,  занимались вымогательством под угрозой арестов. Как и Донна Джентиле, она назвала все известные ей имена и согласилась дать показания на гражданских слушаниях или в суде, если это потребуется. После дачи показаний, Мэйн получила условно-досрочное освобождение и вернулась в Сан-Диего. Капитан полиции Сан-Диего М. Э. Тайлер, который проводил допрос Синтии Мэйн и ходатайствовал о её условно-досрочном освобождении, впоследствии подтвердил, что показания девушки были весьма серьёзны и ставили её безопасность под угрозу из-за ряда коррумпированных сотрудников полиции, которые могли отомстить ей за её компрометирующие свидетельства. По словам её матери Линды Коулмен, Синтия в период с ноября 1985 по февраль 1986 года практически не выходила из дома и постоянно подвергала сомнению свои действия, опасаясь мести со стороны сотрудников полиции за дачу против них показаний. 21 февраля 1985 года пропала без вести.
О её пропаже сообщили в полицию пять дней спустя, но по словам её родственников, полиция не проявила к этому никакого интереса. В ходе расследования Фунг признал, что был знаком с девушкой, проявлял к ней доброту, но не признал факт того, что питал к ней какую-то особую симпатию. После обнаружения машины Мэйн, полиция, по словам матери женщины, отказалась проверить её салон на наличие отпечатков пальцев и следов крови. По словам Коулмен, полиция всячески игнорировала её просьбы в предоставлении информации о ходе расследования и в период с 1986 по 1991 года пять раз просила её предоставить им копии стоматологических карт её дочери с рентгеновскими снимками её челюстей, потому что они якобы постоянно терялись. Бывший офицер полиции Деннис Сесма, который уволился из полиции в 1989 году, заявил, что также сотрудничал с Мэйн и давал разрешение использовать его имя, что позволяло Синтии избегать проблем с законом и позволяло доказывать другим сотрудникам полиции Сан-Диего, что Синтия работала полицейским осведомителем. Сесма утверждал, что не имел с Мэйн никаких интимных отношений и дал показания в защиту Фунга, заявив что Фунг проявлял о Синтии заботу, как отец о дочери. Полиция также подозревала в совершения убийства Мэйн — бывшего мужа Синтии — Стива Смита, однако не смогла доказать его причастность, так как к 1991 году Смит уже имел серьезные проблемы со здоровьем, памятью и проживал в сточной канаве возле одной из наркологических клиник на территории Сан-Диего.
В 1991 году на дисциплинарных слушаниях по обвинению офицеров полиции Фунга, Арнольда и Салватьерра выступил детектив Томас Стид, который летом 1985 года занимался расследованием убийства Донны Джентиле. По его словам расследованию всячески препятствовал сержант Гарольд Гударзи, который на тот момент возглавлял отдел по борьбе с коррупцией в полиции Сан-Диего. Гударзи являлся непосредственным начальником Ларри Авреча и именно ему в августе 1984 года Донна пожаловалась на сексуальные домогательства и шантаж со стороны Авреча, предоставив ему девять записей разговоров с ним в качестве доказательства проявления его домогательств, что впоследствии стало поводом для начала шестимесячного расследования и окончилось увольнением Ларри Авреча из правоохранительных органов 15 января 1985 года. Согласно свидетельствам Стида, после того как он продолжил расследование неправомерных действий сотрудников полиции и поиска их связи с убийством Джентиле, Гарольд Гударзи способствовал его увольнению из полиции.
Детектив Томас Стид в качестве убийц Донны Джентиле называл Карла Блэка и Роберта Ганнибалла, который являлся также офицером полиции Сан-Диего и который был уволен в 1983 году из рядов правоохранительных органов за сексуальные домогательства и избиения проституток в Сан-Диего. Основываясь на показаниях Стида, ряда знакомых Ганнибалла и Блэка, а также ряда проституток, утверждавших, что незадолго до убийства Джентиле они посвящали в план её убийства многих людей, целевая группа в конце 1991 года нашла и допросила их. Доказательств причастности их к совершению убийств найдено не было. Карлу Блэку было предложено пройти проверку на полиграфе, но он отказался. Также Томас Стид заявил, что тогдашний главный судебно-медицинский эксперт Дэвид Старк вследствие тесного сотрудничества с окружной прокуратурой Сан-Диего и полицией пошел на совершение должностного преступления и скрыл от общественности отчёты о результатах вскрытия трупа Донны Джентиле, что противоречило общепринятой практике, принятой по всей стране, о сокрытии отчётов о вскрытиях до тех пор, пока подозреваемый не будет арестован или пока полиция не закроет уголовное дело. По мнению сторонников версии и причастности полиции к убийству проституток в Сан-Диего, Старк намеренно засекретил отчёты в попытке скрыть доказательства и улики, изобличающие офицеров полиции Сан-Диего в совершении убийства как минимум Донны Джентиле. Незадолго до создания целевой группы, Дэвид Старк был уволен со своей должности после того, как было установлено, что, не имея никаких полномочий, он уничтожал доказательства, имеющие решающее значение для расследований оперативной группы. В 1988 году Старк признал, что кремировал останки четырёх жертв, несмотря на то, что уголовные дела не были закрыты, а криминологи не успели взять образцы тканей трупов для проведения криминалистических экспертиз с целью установления их личностей.
Ссылаясь на доказательства повсеместного неправомерного поведения и непрофессиональной деятельности со стороны группы полицейских по борьбе с наркотиками, включая утверждения о том, что члены группы использовали проституток-осведомителей, которых потом подвергали сексуальным домогательствам, руководство департамента полиции Сан-Диего пришло в конце 1991 году к выводу, что неправомерные действия полиции Сан-Диего в отношении проституток широко были распространены в середине 1980-х годов. Кэти Харди, которая занималась проституцией в Сан-Диего с 1988 по 1991 год, свидетельствовала на дисциплинарных слушаниях, что практика секса с проститутками и последующего их ареста были обычным явлением среди многих полицейских Сан-Диего в течение 1980-х годов. Шеф полиции Сан-Диего Боб Бергрин под давлением общественности заявил, что он и департамент были смущены итогами внутреннего расследования и около пяти офицеров полиции будут привлечены к ответственности за свои действия и подвергнутся соответствующим мерам.
Полицейский Чак Арнольд попал под пристальное внимание следствия после того, как его имя было обнаружено в записной книжке женщины-сутенёра из Сан-Диего по имени Карен Уилкенинг. В 1981 году Уилкенинг, бывшая агент по продаже недвижимости в Нью-Йорке, организовала в Сан-Диего агентство по оказанию интимных эскорт-услуг, в котором работали проститутки из Сан-Диего. В ходе расследования полиция совершила рейд на её агентство по оказанию эскорт-услуг, в ходе которого конфисковала список её клиентов, состоящий из 500 имен. Было установлено, что клиентами Уилкенинг являлись крупные представители криминальной субкультуры Сан-Диего, предприниматели, полицейские чиновники и представители администрации города. В середине 1980-х, согласно записям в её дневнике, Чак Арнольд сотрудничал с Карен Уилкенинг и нанимал девушек танцевать на мальчишнике своего коллеги-полицейского Джона Лусарди.
Между делом Уилкенинг и убийствами проституток в Сан-Диего существовали некоторые связи, включая доказательства того, что некоторые высокопоставленные сотрудники правоохранительных органов являлись клиентами Карен Уилкенинг и работали на нескольких мероприятиях, организованных Уилкенинг. Сержант Альфонсо Сальватьерра подвергся расследованию после того, как в его шкафчике на рабочем месте были обнаружены фотографии обнажённых молодых девушек, среди которых были фотографии Донны Джентиле и Синтии Мэйн. Бывший начальник полиции Сан-Диего Билл Колендер также находился под следствием по обвинению в том, что он якобы был клиентом Карен Уикенинг. В конце концов, сам сержант Гарольд Гударзи был на основании решения дисциплинарной комиссии в начале 1992 года отстранён от должности за сексуальные отношения с Дениз Лош, проституткой, которая являлась подругой Донны Джентиле и дала показания на дисциплинарных слушаниях, подтверждая, что офицеры полиции были знакомы с погибшими проститутками и имеют причастность к совершению их убийств. Карен Уилкенинг была арестована по обвинению в организации занятии проституцией другими лицами в 1987 году. После предварительных судебных слушаний, Уилкенинг сумела сбежать из США на территорию Филиппин в сентябре 1987 года.
В мае 1989 года она была обнаружена и арестована, после чего США добились её экстрадиции с Филиппин в Сан-Диего, где она подверглась допросам. Во время её экстрадиции полиция заявила, что приложила чрезвычайные усилия, чтобы найти её на Филиппинах, поскольку считала, что она может располагать информацией о серийных убийствах в Сан-Диего. Уилкенинг отрицала, что ей было что-либо известно об этих преступлениях или что она вообще знала кого-либо из жертв. Она вынужденно признала, что ряд её клиентов обладали высоким социальным статусом и занимали высокое положение в обществе, но утверждала, что девушки — сотрудницы агентства — работали на добровольной основе. Она опровергла факт того, что Донна Джентиле была одной из сотрудниц ее агентства, а бывший шеф полиции Сан-Диего Билл Коллендер был её клиентом.
Несмотря на вынесение дисциплинарных взысканий, в последующие десятилетия ни одному из причастных к делу лиц так и не было предъявлено никаких уголовных обвинений, несмотря на то, что администрация города Сан-Диего и окружной прокурор по итогам внутреннего расследования в недрах департамента полиции согласилась с тем, что в правоохранительных органах существовали серьёзные проблемы с коррупцией.
Репутация правоохранительных органов Сан-Диего также была подорвана в феврале 1991 года, после того как в одном из зданий Сан-Диего открылась художественная выставка, которую в течение нескольких дней посетило несколько тысяч человек. На выставке были представлены фотографии всех 45 жертв серийных убийств как дань уважения им и как форма протеста против нежелания правоохранительных органов проводить должным расследования из-за того, что большая часть жертв являлись проститутками. Дебора Смолл, одна из пяти организаторов выставки, заявила, что одна из целей выставки заключалась в привлечении внимания общественности к проблеме проституции в городе, которая игнорируется, как и преступления в отношении девушек, ведущих маргинальный образ жизни. Художественная выставка проходила под названием «NHI» и являлась отсылкой на полицейский термин «NHI» (англ. «No Human Involved»),  обозначающем жертв убийств, которые являлись проститутками, наркоторговцами, лицами страдающими наркотической зависимостью и ведущими бродяжнический образ жизни, расследование убийств которых проходило весьма небрежно. Выставка вызвала общественный резонанс, так как родственники ряда жертв заявили СМИ о том, что узнали о том, что их близкие включены в список жертв серийного убийцы только благодаря проведению выставки, а не действиям полиции. Мать одной из жертв Мишель Риччио заявила СМИ, что начиная с апреля 1986 года, когда была убита её дочь — в течение следующих шести лет ни один из сотрудников правоохранительных органов не связывался с ними, чтобы обсудить смерть их дочери. Мать жертвы Джоделл Дженкинс также заявила о том, что полиция Сан-Диего и представители целевой группы никогда не связывались с ней и она ничего не знала о развитии событий и о том, что её дочь официально была признана жертвой серийного убийцы.
Кэролайн Сандовал, мать Мелиссы Сандовал, заявила, что в течение трёх месяцев после исчезновения её дочери, полиция отказывалась принимать её заявление, ссылаясь на сведения о том, что её дочь наркоманка и вела бродяжнический образ жизни. Кертис Фандерберк заявил, что имел аналогичный опыт общения с полицией, когда он сообщил о пропаже своей дочери Марши. По его словам, сотрудник полиции проигнорировал его просьбу принять заявление о пропаже дочери и посоветовал ему не волноваться после того как узнал, что Марша являлась проституткой. Эффект гласности привел к тому, что в ответ на критику и обвинения руководитель целевой группы Ричард Дж. Льюис был вынужден созвать пресс-конференцию, в ходе проведения которой вынужденно признал, что следователи, которые вели расследование по факту смерти Мишель Риччио, допустили ошибку, цепляясь за идею, что смерть Риччио была самоубийством. По его словам, молодая девушка употребляла почти исключительно метамфетамин — наркотик, умереть от передозировки которого было почти невозможно, после чего она была включена в список жертв серийного убийцы. Льюис, который возглавлял целевую группу с конца 1990 года, также признал тот факт, что члены его группы никогда не контактировали с родителями Мишель Риччио и с родственниками ряда других жертв, но планируют встречи с ними в ближайшее время. Льюис опроверг предположения о том, что термин «NHI» когда-либо использовался в отношении какой-либо жертвы из списка жертв серийного убийцы
После того как сотрудники правоохранительных органов не были названы в качестве виновных в совершении серийных убийств, представители целевой группы по расследованию убийств в 1992 году заявили, что сразу несколько человек попали в число новых подозреваемых.

### Элмер Нэнс
63-летний Элмер Ли Нэнс был арестован 27 сентября 1991 года в городе Барстоу по обвинению в совершению убийства 22-летней Нэнси Уайт. Уайт входила в список жертв серийного убийцы и по версии следствия пропала без вести 27 августа 1986 года возле межштатной автомагистрали I-8. Её труп был обнаружен 1 сентября того же года. Элмер Нэнс вел бродяжнический образ жизни и в 1987 году находился на территории округа Сан-Диего. В 1974 году он уже подвергался уголовной ответственности по обвинению в растлении несовершеннолетних. После ареста он не признал свою вину, но заявил, что помнит девушку и некоторое время разговаривал с ней 27 августа 1986 года в том месте, где была впоследствии обнаружена её брошенная машина. В 1992 году Нэнс был признан виновным в совершении убийства Нэнси Уайт и получил в качестве уголовного наказания пожизненное лишение свободы. Некоторое время после осуждения он являлся основным подозреваемым в совершении убийств остальных девушек и женщин, но позже был исключён из их числа, так как целевая группа пришла к выводу что Нэнс не причастен к ним.

### Джеймс Джексон
25-летний Джеймс Моррис Джексон был арестован в марте 1990 года по обвинению в нападении на проститутку, которую он подобрал на бульваре Эль-Кахон в Сан-Диего. Джексону было предъявлено обвинение в покушении на убийство за то, что он якобы совершил попытку удушения девушки в отдалённом районе Сан-Диего после полового акта. Жертва нападения заявила полиции, что Джексон заплатил ей всего четыре доллара за оказание сексуальных услуг и попытался её задушить после того, как она потребовала его заплатить полную стоимость услуг. После удушения она потеряла сознания и была изнасилована Джексоном. Джексон подвергался допросам и проверялся на причастность к совершению убийств других девушек, но ему удалось предоставить алиби на многие даты, когда предположительно были убиты девушки или пропали без вести, в связи с чем в конечном итоге он был исключён из числа подозреваемых.

### Брайан Джонс
В июне 1992 года обвинения в совершении четырех убийств проституток были предъявлены 30-летнему Брайану Морису Джонсу, который на тот момент отбывал уголовное наказание в виде 22 лет лишения свободы в тюрьме «Corcoran State Prison» по обвинению в изнасиловании девушки, которое он совершил 16 октября 1986 года, встретил женщину в телефонной будке недалеко от бульвара Эль-Кахон в Сан-Диего и в конце концов был приглашён к ней домой, где изнасиловал её с применением угроз убийством. В середине 1980-х Джонс проживал вместе с матерью на пересечении 51-й улицы и бульвара Эль-Кахон в Сан-Диего. В ходе расследования на основании криминалистических экспертиз было установлено, что отпечатки пальцев Джонса были обнаружены на телах Тары Симпсон, Трины Карпентер, Джоан Свитс и Софии Гловер. Все жертвы входили в список официальных жертв серийного убийцы и были обнаружены убитыми в период с 29 августа 1985 по 15 августа 1986 года недалеко от квартиры Брайана Джонса. Три тела были сброшены в мусорные контейнеры, а два из них были подожжены. Помимо отпечатков пальцев на жертвах, отпечатки пальцев Джонса были обнаружены следователями на одном из мусорных контейнеров, куда была сброшена одна из его жертв. Джонсу также было предъявлено обвинение в сексуальном насилии и покушении на убийство двух других женщин, которые произошли в Сан-Диего 15 августа 1985 года и 20 октября 1986 года. Эти женщины остались в живых и впоследствии опознали Джонса в качестве своего насильника. В 1994 году Джонс был признан виновным в совершении убийств Джоан Свитс и Софии Гловер, после чего был приговорён к смертной казни. Обвинения в совершении убийств Тары Симпсон и Трины Карпентер были с него сняты из-за недостатка доказательств. Брайан Джонс проверялся на причастность к совершению убийств других девушек, но в последующие годы ему так и не было предъявлено никаких других обвинений.

### Уэйн Амундсон
Летом 1992 года основным подозреваемым в совершении серии убийств стал 32-летний Уэйн Роберт Амундсон, который был арестован 4 мая 1992 года на территории штата Висконсин по подозрению в  22-летней Мелиссы Джин Уайт в декабре 1986 года и попытке удушения 30-летней Долорес Фернандес. Обе женщины были проститутками. Свою вину он не признал. Представители правоохранительных органов заявили СМИ, что вещественные доказательства связывают Амундсона с убийством Уайт, согласно предварительному отчёту, опубликованным «Институтом серологических исследований» в городе Ричмонд, (штат Калифорния), занимавшимся тестированием ДНК. Вагинальный мазок с тела Уайт, предоставленный судебно-медицинским экспертом, соответствовал генотипическому профилю ДНК, выделенной из образца крови Амундсона. В период с 1981 по 1988 год Амундсон проживал недалеко от индейской резервации Пала на территории округа Сан-Диего, где были обнаружены как минимум 5 жертв серийного убийцы, в том числе обнажённое тело Мелиссы Джин Уайт. После создания целевой группы и начала полномасштабного расследования серийных убийств, Амундсон неожиданно покинул территорию штата Калифорния и переехал на территорию штата Висконсин, где в 1989 году совершил нападение на женщину, сопряжённое с сексуальным насилием. Он был осуждён и провёл 1 год в тюремном заключении. На момент ареста в 1990 году Уэйн Амундсон находился на испытательном сроке.
1 июля 1992 года расследование серийных убийств в Сан-Диего было официально завершено и целевая группа была распущена. Подводя итоги 46-месячного расследования, члены группы заявили о том, что в ходе расследования в число подозреваемых входило 14 человек, ряд из которых были осуждены. По словам руководителей целевой группы это являлось прекрасным достижением по сравнению с достижениями других целевых групп по расследованию серийных убийств, в первую очередь с целевой группой, расследовавшей 49 убийств в Сиэтле с 1982 по 1984 год, но так и не предъявившей обвинения ни одному человеку. Шеф полиции Сан-Диего Боб Бергрин заявил, что детективы в Сан-Диего проделали превосходную работу и целевая группа в Сан-Диего является возможно самым успешным подразделением такого типа в истории США, учитывая совокупность того, чего она достигла в ходе расследования. Однако после роспуска целевой группы, общественность и ряд представителей правоохранительных органов из других крупных городов США подвергли результаты работы целевой группы критике, так как только четверым из 14 подозреваемых были предъявлены обвинения в убийствах женщин, которые числились в списке официальных жертв серийного убийцы, орудующего в Сан-Диего, в то время как остальным подозреваемым были предъявлены обвинения в покушении на убийство, нападении, похищении людей и других обвинениях. Родственники ряда жертв серийного убийцы также критиковали правоохранительные органы Сан-Диего в проведении небрежного расследования, так как большинство убитых являлись проститутками и в конце 1992 года обратились к комитету мэра по делам женщин с просьбой провести независимое расследование.

## Последующие события
После роспуска целевой группы, в последующие годы число жертв, включённых в официальный список жертв серийного убийцы, было сокращено до 43. В апреле 1997 года расследование некоторых из убийств было возобновлено после того как в число подозреваемых в совершении убийств вошел серийный убийца Эндрю Урдайлес. Лейтенант полиции Сан-Диего Джим Коллинз заявил, что представители правоохранительных органов после ареста Урдайлеса доказали его причастность к совершению убийства 31-летней Мэри Энн Уэллс, которая была убита 25 сентября 1988 года. Мэри Уэллс изначально была признана официально жертвой серийного убийцы, но впоследствии была исключена из списка по разным причинам. Тем не менее, причастность к совершению ее убийства Эндрю Урдайлеса стала поводом для возобновления расследования серии убийств, однако в ходе дальнейшего расследования причастность Урдайлеса ни к одному из них установлена так и не была.
В 2003 году на основании ДНК-экспертизы был установлена личность еще одного подозреваемого. 47-летний Марк Фрэнсис Элдер был арестован 5 августа 2005 года на территории штата Флорида по обвинению в совершении убийства 27-летней Джанет Мур, которая была зарезана в Сан-Диего 11 июня 1988 года и находилась в официальном списке жертв серийного убийцы Са-Диего. Следствием Элдер проверялся на причастность к совершению серийных убийств  в период с 1985 по 1988 года, однако в последующие годы доказательств этому не нашлось и ему никаких других обвинений предъявлено не было.
По состоянию на 2023 год, целевая группа, расследовавшая серийные убийства в Сан-Диего, в 27 случаях возложила ответственность за их совершение на нескольких подозреваемых, которые в действительности были осуждены за совершение всего лишь 8 убийств, как минимум 16 дел остаются нераскрытыми и личность виновного так и не была установлена.